# Comuna Josipdol, Karlovac
Josipdol este o comună în cantonul Karlovac, Croația, având o populație de 3.773 de locuitori (2011).

## Demografie
Componența etnică a comunei Josipdol
     Croați (90,22%)
     Sârbi (8,64%)
     Necunoscut (0,53%)
     Neclasificat (0,5%)
Componența confesională a comunei Josipdol
     Catolici (88,92%)
     Ortodocși (8,59%)
     Necunoscută (1,11%)
     Alte religii (1,38%)
Conform recensământului din 2011, comuna Josipdol avea 3.773 de locuitori. Din punct de vedere etnic, majoritatea locuitorilor (90,22%) erau croați, cu o minoritate de sârbi (8,64%). Apartenența etnică nu este cunoscută în cazul a 0,53% din locuitori. Din punct de vedere confesional, majoritatea locuitorilor (88,92%) erau catolici, cu o minoritate de ortodocși (8,59%). Pentru 1,11% din locuitori nu este cunoscută apartenența confesională.